# Schwarzachtal-Radweg
Der Schwarzachtal-Radweg ist ein Fernradweg entlang der Schwarzach von Schwarzenfeld bis Kritzenast. In Kritzenast vereinigen sich Bayerische und Böhmische Schwarzach zur Schwarzach. Ein anschließender Rundweg deckt die Verläufe von Bayerischer und Böhmischer Schwarzach ab.

## Verlauf und Charakteristik

### Erreichbarkeit und allgemeiner Zustand des Radweges
Der Startpunkt des Schwarzachtal-Radweges ist vom Bahnhof Schwarzenfeld auf der Bahnstrecke Regensburg–Weiden leicht zu erreichen. In Schwarzenfeld gibt es Einkaufs- und Übernachtungsmöglichkeiten.
Zur Heimfahrt kann der Bahnhof Waldmünchen auf der Bahnstrecke Cham–Waldmünchen genutzt werden. Er ist 2 Kilometer von Hocha entfernt, das an der südlichen Variante des Radweges entlang der Böhmischen Schwarzach liegt. Cham liegt an der Bahnstrecke Schwandorf–Furth im Wald. Es gibt also Zugverbindungen nach Schwandorf, welches wiederum an der Bahnstrecke Regensburg–Weiden liegt. In Waldmünchen gibt es Einkaufs- und Übernachtungsmöglichkeiten.
Natürlich kann der Radweg auch von Waldmünchen in Richtung Schwarzenfeld befahren werden. Bei der Wahl dieser Richtung steht der schwierige und gebirgige Teil am Anfang und der leichte, ebene Teil am Ende der Tour.
Der Schwarzachtal-Radweg verläuft familienfreundlich auf kleinen, wenig befahrenen Straßen, auf Radwegen und auf Wald- und Wanderwegen. Er ist ziemlich gut ausgeschildert, teilweise asphaltiert, teilweise befestigt. Da er teilweise auf Waldwegen verläuft, kann es vorkommen, dass der Weg streckenweise durch die schweren Fahrzeuge der Waldarbeiter ruiniert ist oder auf der tschechischen Seite zugewachsen ist. Für kleinere Kinder sind besonders der abschließende Rundweg und der südwestliche Abschnitt am Eizendorfer See vielleicht zu schwierig und zu anstrengend. Letzterer wird sich durch den geplanten Ausbau hoffentlich bessern. Besonders in den ausgedehnten Waldgebieten auf der tschechischen Seite nördlich von Plöss kann die Orientierung sehr schwierig werden. Ein Smartphone mit GPS und installierter Karte und Track sind hier sehr hilfreich.

### Schwarzenfeld bis Kritzenast
Der Schwarzachtal-Radweg beginnt in Schwarzenfeld. Hier mündet die Schwarzach in die Naab. Von Schwarzenfeld führt der Radweg zunächst 3 Kilometer nach Norden auf der Trasse des Naabtal-Radweg am Westufer der Naab entlang bis nach Brensdorf. In Brensdorf knickt er nach Osten ab. Er überquert die Naab und unterquert die Bundesautobahn 93. Nun verlässt er die Trasse des Naabtal-Radweges und setzt sich bis Zangenstein auf der Trasse des Bayerisch-Böhmischer Freundschaftsweges fort. Dieser Abschnitt verläuft auf der stillgelegten ehemaligen Bahnstrecke Nabburg–Schönsee.
In Zangenstein wendet sich der Radweg nach Südosten und verläuft auf dem Südwestufer der Schwarzach. Die nächste größere Ortschaft am Radweg ist Neunburg vorm Wald. Der Radweg verläuft nun in einem nach Norden ausgreifenden Bogen durch das enge Murntal und erreicht den Eixendorfer See. Auf dem Südwestufer dieses langgestreckten Stausees setzt er sich bis zu dessen Ostende bei Wutzschleife fort. Dieses Stück am Ufer des Eixendorfer Sees ist teilweise schwierig zu befahren, eher eine Mountainbike-Strecke. Es soll im Jahr 2022 ausgebaut werden und der Radweg wird während dieser Zeit umgeleitet. Als nächste größere Ortschaften folgen Rötz und Schönthal. Von Schönthal bis Kritzenast verläuft der Schwarzachtal-Radweg auf derselben Trasse wie der Grünes Dach Radweg.
In Kritzenast vereinigen sich Bayerische und Böhmische Schwarzach zur Schwarzach. Hier schließt sich ein Rundweg an, der an beiden Flussläufen entlang führt. Dabei verläuft der Teil, der die Böhmische Schwarzach begleitet und der Teil, der die Bayerische Schwarzach begleitet ab Friedrichshäng, auf tschechischem Gebiet. Dieser Rundweg erfordert gute Kondition. Er führt durch einsame Gebirgsgegenden auf Höhen bis zu 785 Meter und sollte auf keinen Fall von November bis März befahren werden, da zu dieser Jahreszeit auf dem Weg mit größeren Mengen Schnee und Eis gerechnet werden muss.
Von Kritzenast zweigen eine nördliche Variante des Schwarzachtal-Radweges entlang der Bayerischen Schwarzach und eine südliche Variante entlang der Böhmischen Schwarzach ab. Beide Varianten laufen immer wieder stückweise auf gemeinsamer Trasse mit dem Iron Curtain Trail (EV13).

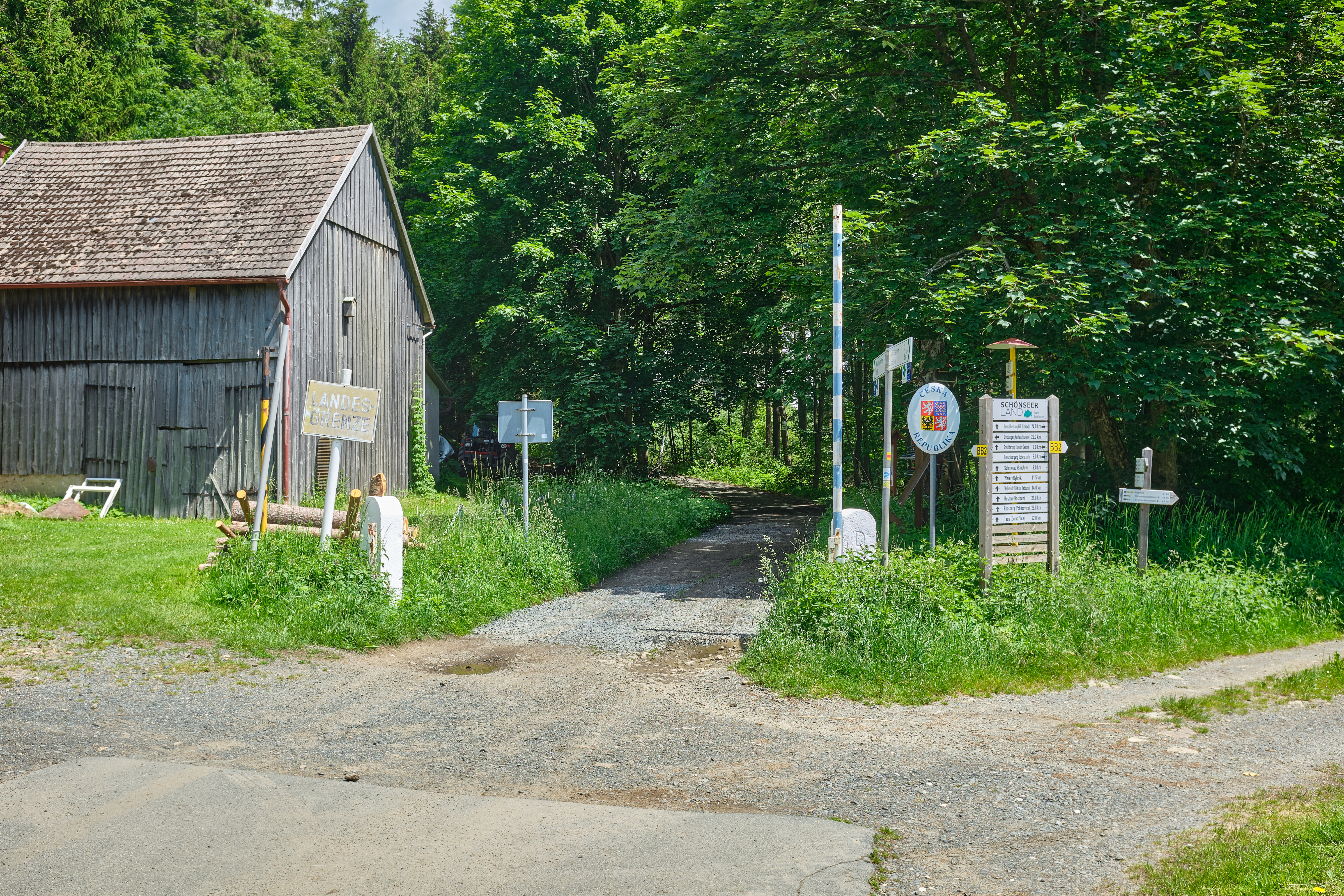
Grenzübergang Friedrichshäng

### Nördliche Variante, Bayerische Schwarzach
Die nördliche Variante verläuft weiter auf der Trasse des Grünes Dach Radweges auf dem Ostufer der Bayerischen Schwarzach. Sie passiert Biberbach und erreicht den Silbersee, dessen Ostufer sie folgt. Kurz vor dem Nordwestende des Sees zweigt der Radweg nach Treffelstein ab und wendet sich südlich von Tiefenbach nach Nordosten. Nach Breitenried, Lenkenthal, Charlottenthal, Schwarzach erreicht der Radweg das Bergdorf Waldhäuser. Am Nordostende von Waldhäuser kann über einen schmalen steilen Pfad zu Fuß die etwa 750 Meter entfernte Quelle der Bayerischen Schwarzach erreicht werden (50 Höhenmeter). Sie trägt den Namen Goldbrunnen.
Bereits in Schwarzach gibt es eine bequeme Möglichkeit auf gut ausgebautem Weg nach Osten die deutsch-tschechische Grenze zu überqueren und in Rybník nad Radbuzou (deutsch: Waier) die südliche Variante des Schwarzachtal-Radweges zu erreichen und ihr entlang der Böhmischen Schwarzach zurück nach Kritzenast zu folgen. Besonders mit Kindern oder bei nicht so guter Kondition ist diese Abkürzung dringend zu empfehlen.
Wer von Waldhäuser nicht zurück nach Schwarzach fahren möchte kann einen weit nach Norden ausgreifenden Bogen durch ein einsames gebirgiges Waldgebiet fahren. In diesem Waldgebiet liegen viele früher von Deutschen bewohnte Dörfer, die heute Wüstungen sind. Manchmal sind Reste der ehemaligen Besiedelung erkennbar. Viele dieser Wüstungen sind durch grüne Hinweisschilder gekennzeichnet. Dies ist einer Initiative des tschechischen Heimatforschers Zdeněk Procházka zu verdanken. Der Radweg wendet sich zunächst nach Osten und erreicht über Stadlern, Weberhäuser, Friedrichshäng die tschechische Grenze. 1,5 Kilometer nach dem Grenzübergang bei Friedrichshäng hinter der tschechischen Grenze passiert der Radweg den Abzweig zur Wüstung Pleš (deutsch: Plöss). Er setzt sich in weit nach Norden, teilweise Nordwesten, ausholendem Bogen fort. Auf der Höhe, etwa 3,8 Kilometer nach der Abzweigung nach Plöss, beziehungsweise 4,2 Kilometer nach dem Grenzübergang bei Friedrichshäng zweigt der Weg nach Osten ab. Er passiert die Wüstungen Železná Hut und Waldorf. Hinter Waldorf führt er entlang des Nordufers des Huťský potok (deutsch: Karlbach). Kurz bevor der Radweg auf die Verbindungsstraße von Tillyschanz nach Bělá nad Radbuzou (deutsch: Weißensulz) trifft, wendet er sich nach Südosten und erreicht die Feriensiedlung Karlova Huť (deutsch: Karlbachhütte) am Huťský potok. Er bleibt auf dem Nordufer des Huťský potok und folgt dem Bach, bis er auf die Verbindungsstraße von Smolov nach Rybník nad Radbuzou trifft. Nun folgt er dieser Verbindungsstraße nach Süden vorbei an der Wüstung Mostek und erreicht Rybník nad Radbuzou, wo er sich mit der südlichen Variante an der Böhmischen Schwarzach entlang vereinigt.

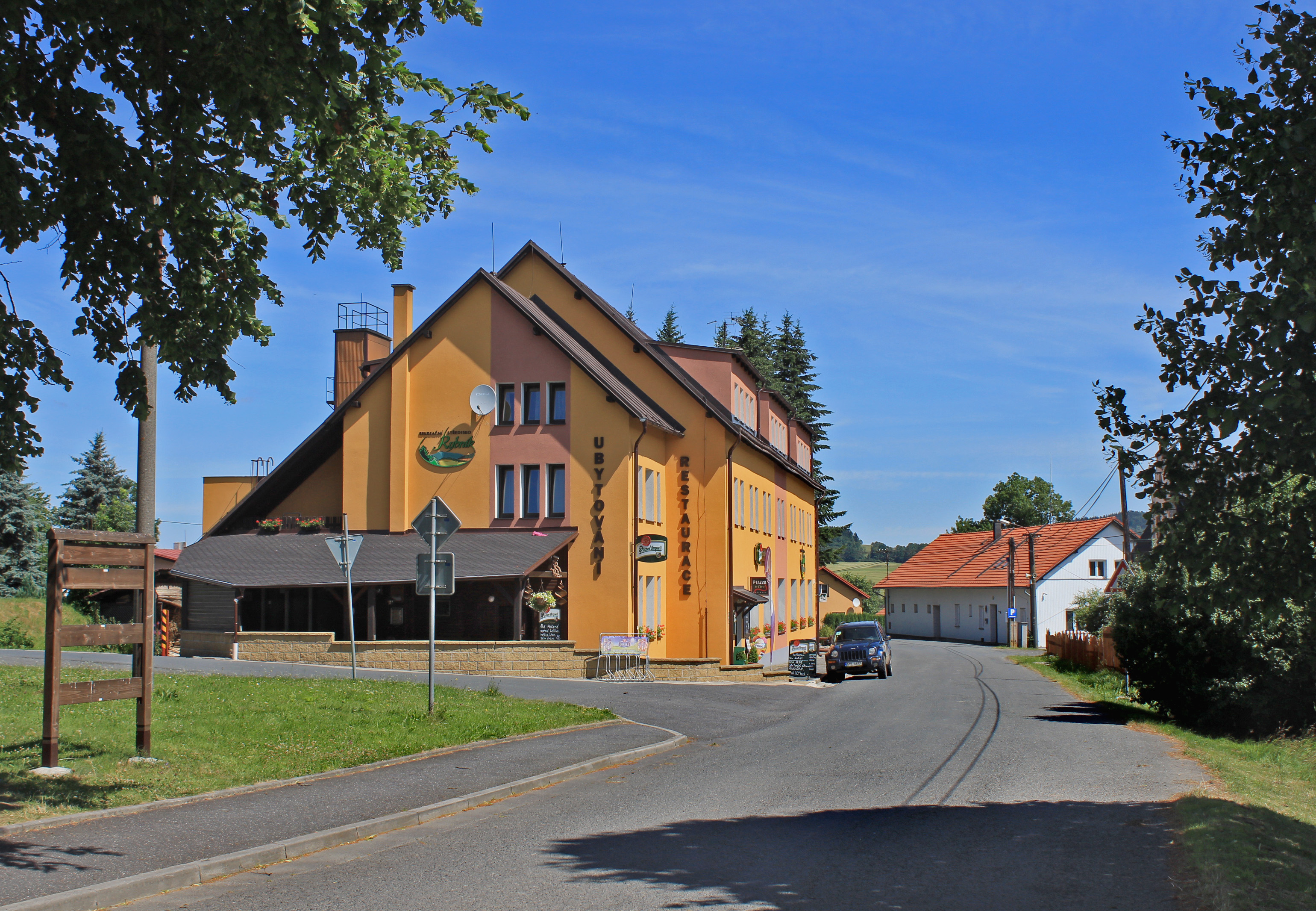
Schwarzachtal-Radweg beim Restaurant in Rybník

### Südliche Variante, Böhmische Schwarzach
Die südliche Variante verläuft nach Kritzenast zunächst auf dem Südufer der Böhmischen Schwarzach. Hinter Ast überquert sie den Fluss und schwenkt bei Hirschhöf nach Osten. Der Radweg passiert Hocha und trifft bei Zieglhütte auf den Perlsee. Er verläuft auf dem Nordwestufer des Perlsees und erreicht Hammer auf dem Nordwestufer der Böhmischen Schwarzach. Bei Hammer überquert der Radweg die Böhmische Schwarzach und kurz darauf bei Höll die tschechische Grenze. Gleich nach dem Grenzübergang biegt er Richtung Westen in die Straße nach Nemanice (deutsch: Wassersuppen) ein. Die Böhmische Schwarzach heißt hier auf der tschechischen Seite Nemanický potok. Der Radweg verläuft nun immer Richtung Norden auf einer kleinen Straße am Nemanický potok entlang, bis er Závist (deutsch: Neid) erreicht. Die kleine Ortschaft Závist liegt auf der Europäischen Hauptwasserscheide. Etwa 1 Kilometer östlich von Závist befinden sich die Quellbäche des Nemanický potok, der in das Schwarze Meer entwässert, nur wenige Meter südlich der Quellbäche der Radbuza, die in die Nordsee entwässert. Von Závist aus folgt der Radweg weiter der kleinen Straße, die nun entlang der Radbuza nach Rybník führt. In Rybník vereinigt sich die südliche Variante mit der nördlichen Variante des Schwarzachtal-Radweges. Ebenso wie auf der nördlichen Variante passiert der Radweg auch auf der südlichen Variante zwischen Höll und Rybník zahlreiche Wüstungen von Ortschaften, die vor 1946 von Deutschen bewohnt waren, darunter (von Süd nach Nord): Nemaničky (deutsch: Schmalzgruben), Mýtnice (deutsch: Mauthaus), Martinovský mlýn (deutsch: Martins Mühle), Sand Pochermühle, Portnermühle, Martini, Poch Mühle, Pimeisl, Františkova Studánka (deutsch: Franzbrunnhütte), Bedřichov (deutsch: Friedrichshof).

## Sehenswürdigkeiten am Weg
- Schwarzenfeld: Mausoleum der Grafen von Holnstein, Schloss Schwarzenfeld mit Schlosspark, Schwesternhaus der Armen Schulschwestern, Ortsmitte mit Kreuz, Katholische Pfarrkirche St. Dionysius und Ägidius, Katholische Marienkirche, Katholische Dreifaltigkeitskirche mit Passionistenkloster auf dem Miesberg, Evangelische Christuskirche, Mineralienausstellung im Rathaus
- Altendorf: Schloss Altendorf, Katholische Pfarrkirche Sankt Andreas
- Zangenstein: Burgruine Zangenstein
- Schwarzhofen: Pfarrkirche „Maria vom Siege“ (13./18. Jh.), Kloster Schwarzhofen
- Neunburg vorm Wald: Historische Altstadt, Evangelisch-lutherische Versöhnungskirche mit Glockenturm, Kloster Neunburg vorm Wald, Neues Schloss (Neunburg vorm Wald), Schloss Neunburg vorm Wald, Stadtpfarrkirche St. Josef
- Kröblitz: Schloss Kröblitz
- Hillstett: Oberpfälzer Handwerksmuseum
- Rötz: Schloss Rötz, Marktplatz, katholische Stadtpfarrkirche St. Martin
- Schönthal: Kloster Schönthal, Klosterkirche, Brauerei
- Biberbach: Katholische Expositurkirche St. Peter und Paul
- Treffelstein: Drachenturm, Kirche „Erscheinung des Herrn“
- Tiefenbach: Katholische Pfarrkirche St. Vitus
- Stadlern: Kirche Mariä Himmelfahrt
- Mostek: Steinerne Brücke über die Radbuza

## Verkehrsanbindung
| Zuggattung           | Zuggattung | Strecke | Taktfrequenz    |
| -------------------- | ---------- | --- | --------------- |
| alex Nord            |            | München Hbf – Landshut – Regensburg – Schwandorf – Schwarzenfeld – Hof Hbf / Furth im Wald – Plzeň (Pilsen) – Praha hlavní nádraží (Prag) | Zweistundentakt |
| RE                   |            | Regensburg – Schwandorf – Schwarzenfeld – Hof Hbf                                                                                         | einmal freitags |
| OPB1 (Oberpfalzbahn) |            | (Regensburg –) Schwandorf – Schwarzenfeld – Weiden (Oberpf) (– Marktredwitz)                                                              | Stundentakt     |
| OPB5 (Oberpfalzbahn) |            | Bahnstrecke Cham–Waldmünchen | Zweistundentakt |

## Bilder

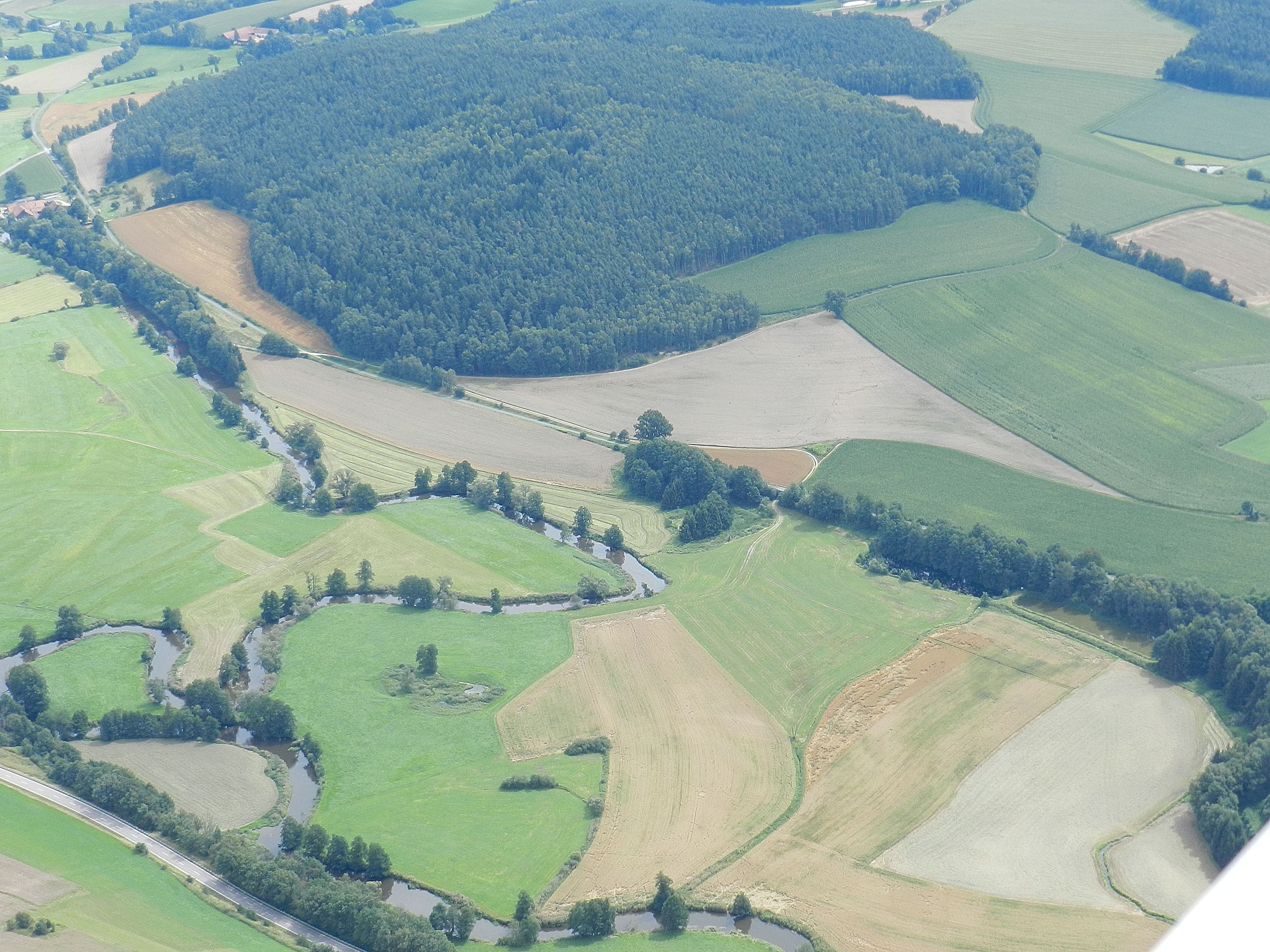
Schwarzach zwischen Schwarzach bei Nabburg und Willhof, quer über die Bildmitte von links nach rechts der Schwarzachtal-Radweg
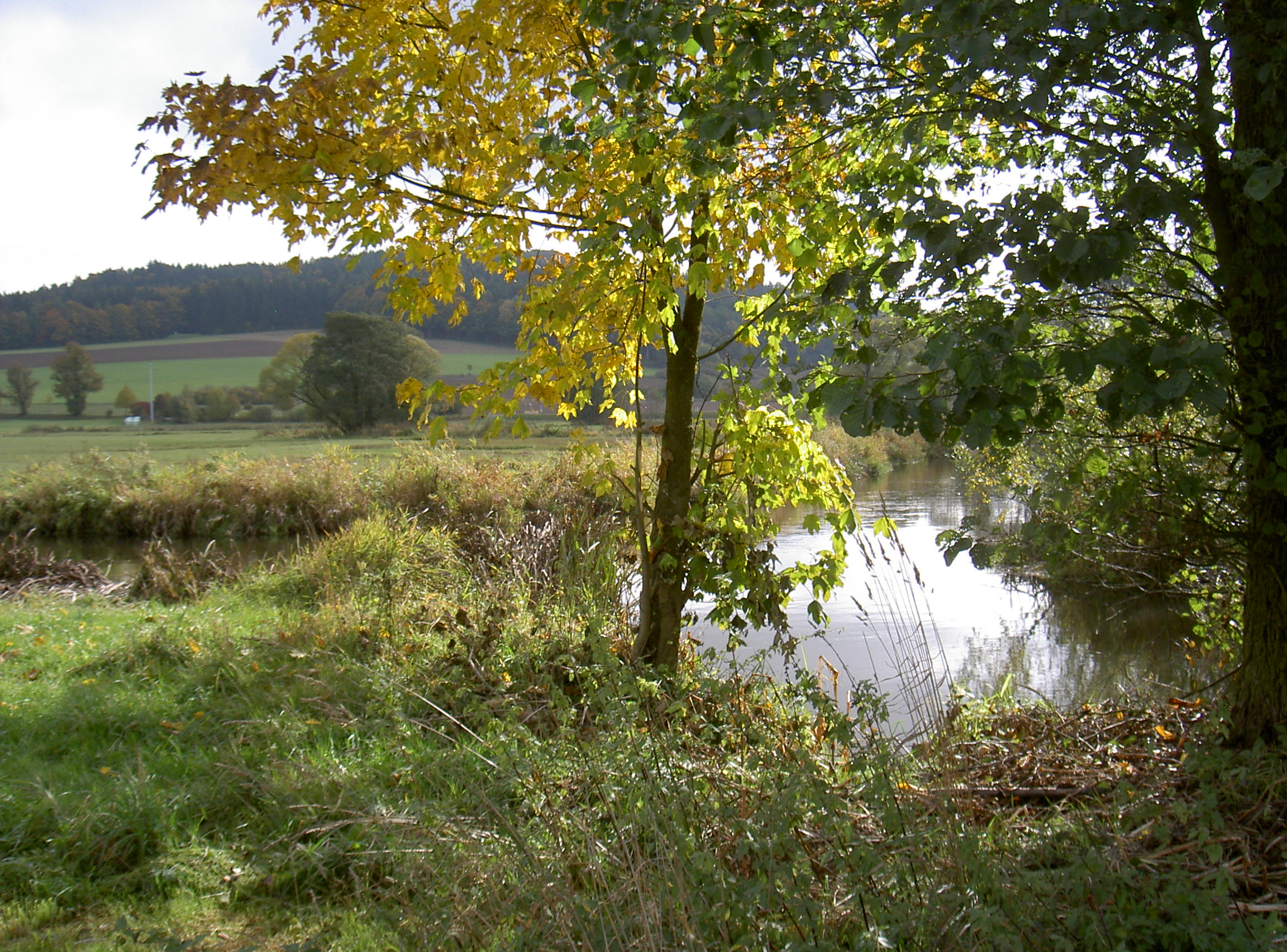
Zusammenfluss von Bayerischer und Böhmischer Schwarzach bei Kritzenast
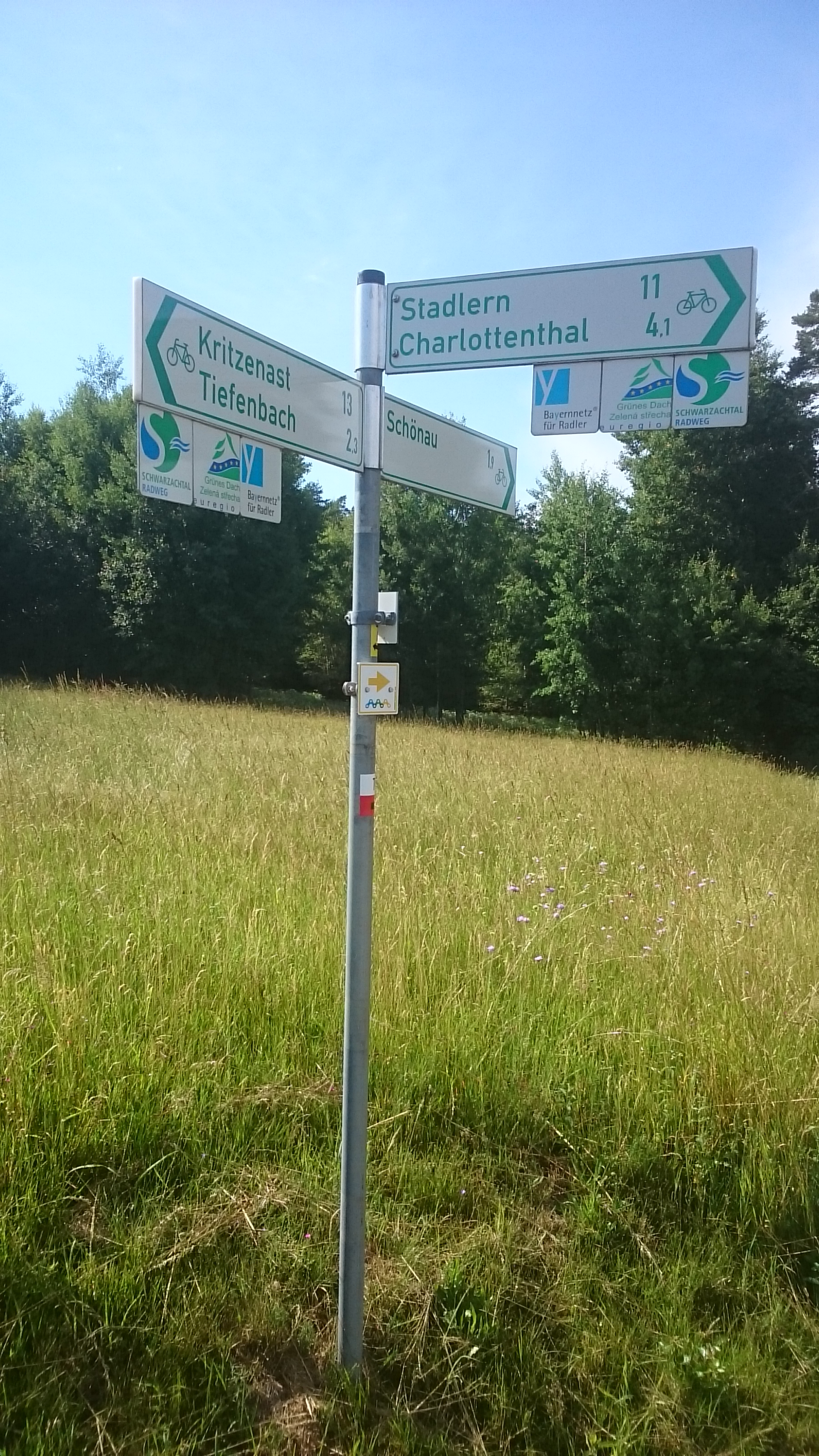
Wegweiser beim Abzweig zum Lenkental
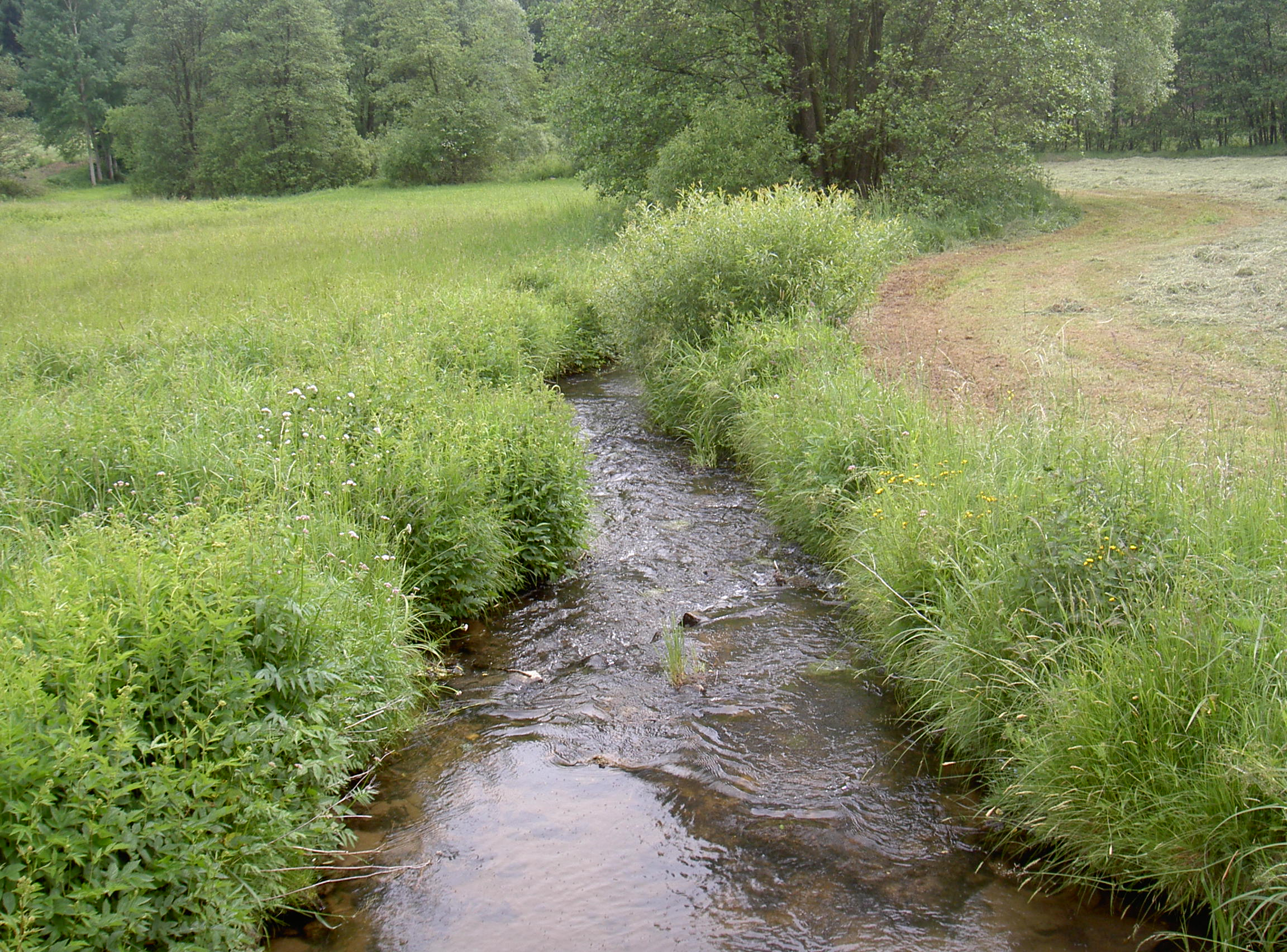
Bayerische Schwarzach im Lenkenthal
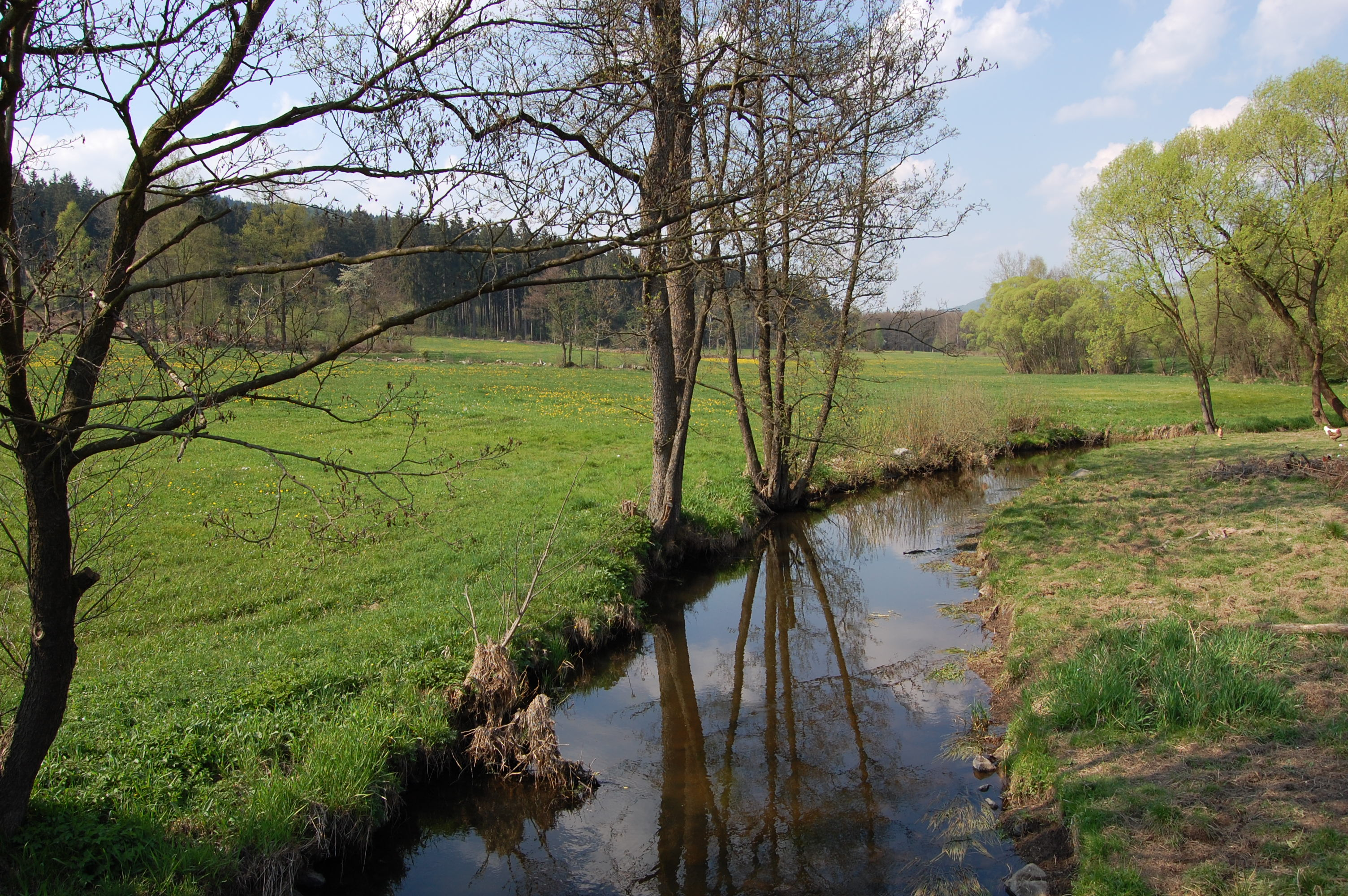
Böhmische Schwarzach bei Höll
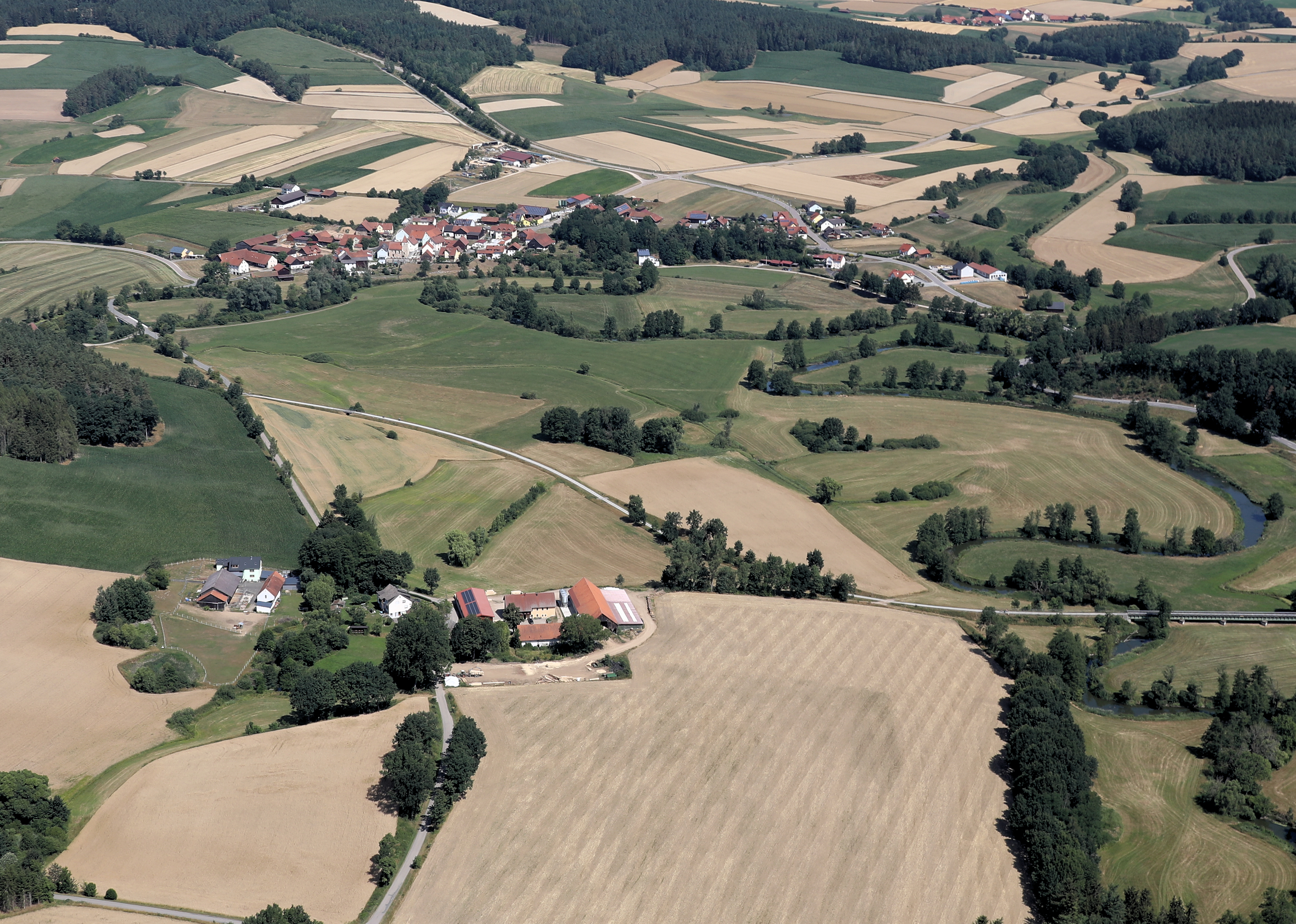
Radweg zwischen Altendorf und Willhof, links der Weiler Unterkonhof, rechts der Fluss Schwarzach